# Zeugiteae
Zeugiteae, tribus trava u potporodici Panicoideae. Postoje pet priznatih rodova.

## Rodovi
1. Chevalierella A. Camus
2. Lophatherum Brongn.
3. Orthoclada P. Beauv.
4. Pohlidium Davidse et al.
5. Zeugites P. Browne